# 固技
固め技（かためわざ）は、格闘技、武道において相手の動きを封じる技を言う。基本的には寝技で用いることが多いが、立ち姿勢や膝を突いた姿勢でも用いられ、固技のすべてが寝技の範疇に入るわけではない。この両者は互いに重なり合う部分が大きいと言える。

## 概説
近現代の固技は、おそらくそれ以前のものとは性格を異にする。時代で分類するのが正しいとも言い切れないが、少なくとも戦場の格闘において、相手を傷つけずに一定時間固定する技の有効性は著しく低いと言える。固技の各技法は、相手を固定すると同時に自分の位置も固定する性質を持ち、多敵状況においてその行動は無意味に己の身を危険に晒す行為となってしまうゆえである。
そういった背景から俯瞰すると、寝技の項目にもあるように、その抑え込む技法は相手を仕留めるための繋ぎの技であり、頚部を絞め窒息による気絶など、逆関節を取り・関節の破壊など、を目的としていると考えられる。
試合や稽古において、固技が決まっており逃げられない（あるいは危険を感じた）とき、かけられている側は相手の身体の一部、あるいは床などを掌で二回以上叩いて（タップ）降参を知らせるようにする流派が多い。一回でないのは、反撃や偶然との混同を避けるためである。
そのような合図が必要となるのはまさしく固技の特質であって、これは非常に危険なものとなりえる。そのため少年部のある武道・格闘技でも、年少者には使用を許可しない技も多い。
同時に固技は、実力の大きく優るものが使えば、相手を傷つけずに制圧することができるという技術特性を持つため、逮捕術などにも導入・応用されている。これは突き、蹴りなどの打撃技においては不可能なことであるが、固技は単独で使用可能なものではなく、優れた防御技や、あるいは相手を怯ませ、倒すような打撃技・投げ技が無ければその目的を果たすことは出来ない。なお、現場の警察官の中で投げ、固技により、無傷で捕らえることを求めるゆえに相手に組み付く姿勢を取り、ナイフなどの刃物によって負傷したり死亡したりする例が、組み技系格闘技の経験者には（打撃系経験者と比して）多いという。
また、プロレスにおいては固め技は極め技（関節技、絞め技、締め技、ストレッチ技の総称）とフォール技の総称のことである。
そういった面も踏まえてのことであろうが、日本武術の柔術の流派によっては「固めるその動作」だけではなく「敵の攻撃をさばいて地に倒し固めるまで」の一連の動作を指して「固技」と呼ぶところもある。また、固技からさらに急所への打突や匕首（ナイフ）などでの攻撃まで行う流派もある。

## 柔道
柔道では、固技（かためわざ）には抑込技、絞め技、関節技がある。講道館柔道では固技が全部で32本あり、抑込技（おさえこみわざ）10本、絞技（しめわざ）12本、関節技（かんせつわざ）10本である。IJF制定のものでは一部異なるものがある。主に寝技で用いることが多いが、立ち姿勢や膝を突いた姿勢でも用いられ、固技のすべてが寝技の範疇に入るわけではない。（寝技と固技は互いに重なり合う部分が大きいとは言える。）また、国際規定では2018年に両者立ち姿勢での絞技・関節技は禁止されたが、一方で講道館規定の試合においては依然として使用可能な技術である。技術体系としては形において依然として立ち絞め技、立ち関節技も学びの対象となっている。現在の乱取り試合においては肘関節技以外を禁じ手としているが、形においては肘関節技以外の手首関節技、足関節技も使用対象となっている。かつての柔道試合の行われていた各時期、各時代背景、各規程によっては、肘関節技以外の手首関節技、指関節技、足関節技、首関節技なども乱取り試合において使用可能であり、各々の時代背景により使用可能な技術体系は常に変化している。

### 抑込技
相手の体をうつ伏せでなく、仰向けにし、相手の束縛を受けず、一定時間抑える技。
- 肩固（かたがため）
- 袈裟固（けさがため）
- 崩袈裟固（くずれけさがため）
- 後袈裟固（うしろけさがため）
- 崩上四方固（くずれかみしほうかため）
- 上四方固（かみしほうかため）
- 縦四方固（たてしほうかため）
- 横四方固（よこしほうかため）
- 裏固（うらがため）
- 浮固（うきがため）[注釈 1][1][2][3][注釈 2]

記録映画『柔道の真髄 三船十段』では抑込技のことを「固技」と呼んでいる。

### 絞め技
頸部すなわち頚動脈か気管を、腕あるいは柔道着の襟で絞めて失神または参ったを狙う技。胴絞は両足を組んで両脚を伸ばして胴を絞める技である。指や拳、帯、柔道着の裾、直接、脚などで絞めること及び頸椎に対して無理な力を加えることは禁止されている。天神真楊流から多様な方法が伝わっており、柔道を首を絞めることを許すという珍しいルールを持った競技にしている。小学生以下では禁止である。
- 逆十字絞（ぎゃくじゅうじじめ）
- 裸絞（はだかじめ）
- 片羽絞（かたはじめ）
- 片十字絞（かたじゅうじじめ）
- 片手絞（かたてじめ）
- 並十字絞（なみじゅうじじめ）
- 送襟絞（おくりえりじめ）
- 両手絞（りょうてじめ）
- 袖車絞（そでぐるまじめ）[注釈 1][5][6][7]
- 突込絞（つっこみじめ）
- 三角絞（さんかくじめ） ※中学生以下では禁止である。
- 胴絞（どうじめ）※1916年に禁止技となり、講道館が固め技の名称を制定した1985年には既に反則であった。

### 関節技
関節を可動域以上に曲げたり伸ばしたりして苦痛を与える技。20世紀までに乱取りでは肘関節のみが許されるようになった。プロMMAと同様、立ち姿勢での関節技は使用できる大会でも演武と異なり、相手が掛からないように抵抗するのであまり極まることはない。中学生以下では禁止である。
- 腕挫脚固（うでひしぎあしがため）
- 腕挫腹固（うでひしぎはらがため）
- 腕挫膝固（うでひしぎひざがため）
- 腕挫十字固（うでひしぎじゅうじがため）
- 腕挫三角固（うでひしぎさんかくがため）
- 腕挫手固（うでひしぎてがため）
- 腕挫腋固（うでひしぎわきがため）
- 腕挫腕固（うでひしぎうでがため）
- 腕緘（うでがらみ）

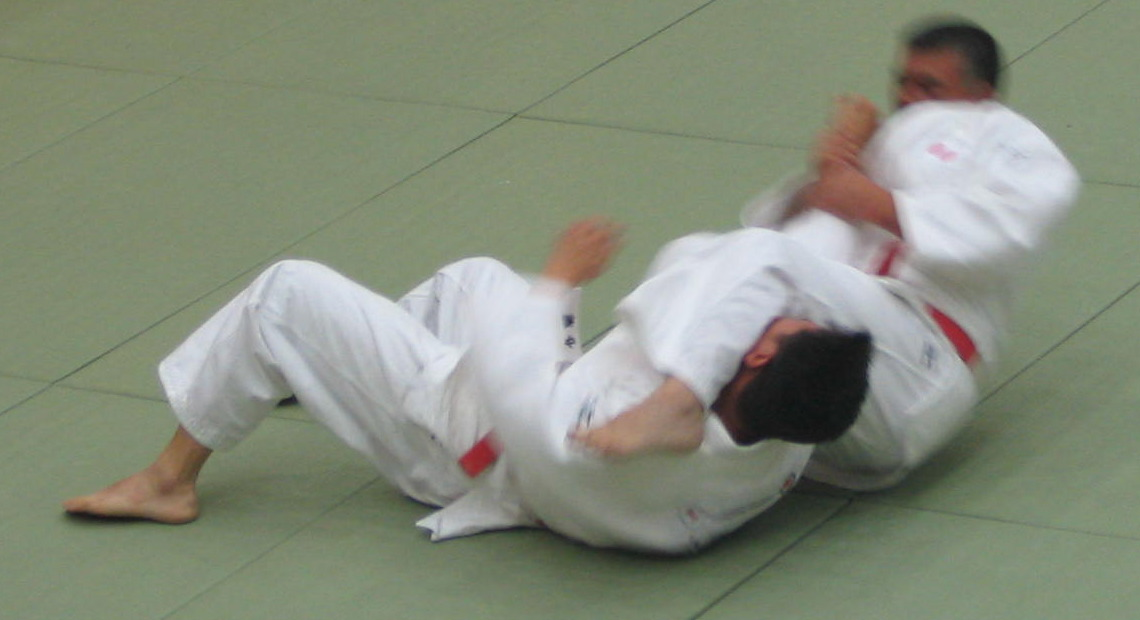
腕挫十字固の演武

- 足緘（あしがらみ）※1916年に禁止技となり、講道館が固め技の名称を制定した1985年には既に反則であった。

1995年に制定したIJFの技名称では講道館と異なり「腕挫」は使用されていなかった（例「腕挫脚固」→「脚固」）。この制定には東海大学の佐藤宣践が尽力しており、講道館のある日本でも東海大学系の人物の書籍ではこの「腕挫」を使用しない名称を採用しているものがある。
例
- 山下泰裕『山下泰裕 闘魂の柔道 必勝の技と心』ベースボール・マガジン社、日本（原著1991/08）。ISBN 4-583-02931-4。
- 柏崎克彦『寝技で勝つ柔道』ベースボール・マガジン社（原著1998年7月31日）、50頁。ISBN 4-583-03529-2。「十字固から腕をくくる」
- 柏崎克彦『柔道技の見極めハンドブック』ベースボール・マガジン社（原著2004年8月5日）。ISBN 978-4583612836。「十字固 腕固 膝固 腋固 脚固 手固 腕緘 三角固 腹固」

後に「U.H. _ _ _ gatame」や講道館での正式名「腕挫○○固」がIJFでも正式名称に加わる。しかしながら、日本以外ではそれ以降もほとんど「腕挫」を使用しない名称が使用されている。

### 上記以外の技
- 小手挫（小手捻） 明治時代に存在し、削除されたが、講道館護身術に再採用された。
- 小手返 講道館護身術にある。
- 首挫 削除されたが、明治時代には存在した。
- 逆指 削除されたが、明治時代には存在した。
- 足挫 削除されたが、明治時代には存在した。
- 足詰 削除されたが、明治時代には存在した。
- 足の大逆 高専柔道において発展し用いられた。

## プロレス
プロレスにおいて固め技とは、極技とフォール技の総称である。つまり、相手の体を自らの体を用いて固定し、その状態を維持することにより効果を得る技のことである。基本的に投げ技は「固定」はするものの「維持」をせずに投げるために範疇に含まないが、誤って固め技の範疇に含まれている場合がある。
極技は関節技、絞め技、締め技、ストレッチ技などのように固定によるダメージでタップアウト（ギブアップ）による勝利を狙うもの、抑え込み技は固定した状態で相手の両肩をマットに着け、ピンフォールによる勝利を狙うものである。
なお、両者がマットに体を落とした状態で掛ける固め技を寝技（グラウンド技）と呼ぶ。